# Марко Рубио
Марко Антонио Рубио (роден на 28 май 1971 г.) е американски политик, сенатор от щата Флорида, член на Републиканската партия
На 13 април 2015 г. Рубио официално обявява своята кандидатура за Президент на САЩ. Печели първичните избори в Пуерто Рико и щатите Минесота и Вашингтон. Той спира кампанията си на 16 март 2016 г. след третият „супер вторник“.

## Ранни години
Рубио е роден в Маями, Флорида, и е втория син (и третото дете) на кубинските изгнаници Марио Рубио (1927 – 2010) и Ория Гарсия (родена 1931 г.). Неговите братя и сестри са: Марио (р. 1950), Барбара (р. 1960) и Вероника (р. 1972). Рубио се самоопределя като католик, тъй като е кръстен, приел първо причастие и женен в католическа църква. Рубио говори свободно испански. Баща му е барман, а майка му работи като икономка на хотел в Лас Вегас, Невада. Рубио живее във Вегас от 1979 до 1985 г., преди семейството му да се върне в Маями през лятото на 1985 г.
Влиза в колеж със спортна стипендия, благодарение на уменията си в американския футбол. Завършва като отличник, с диплома в правните науки.

## Личен живот
Женен е за колумбийка, от която има 4 деца.